# أتسوما
أتسوما  هي بلدية في اليابان، وبلدة في اليابان، تقع في Iburi Subprefecture ‏، بلغ عدد سكانها 4,655  نسمة وذلك حسب إحصائيات سنة 2018، تبلغ مساحتها 404.56 كيلومتر مربع.

## أعلام
- ميتسيتوري كودو